# Engelska svetten

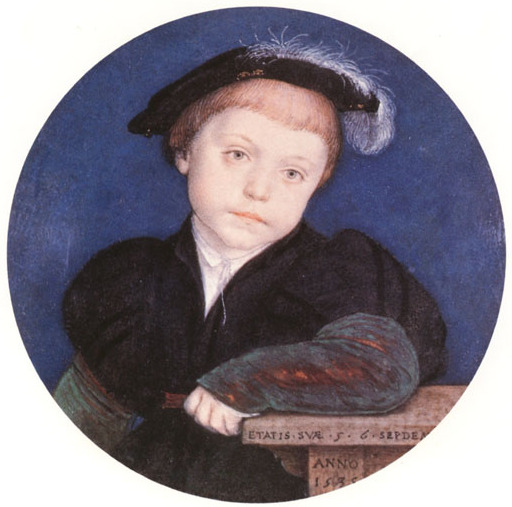
Henry Brandon, 2:e hertig av Suffolk avled 1551 av svettsjukan någon timme innan hans bror också avled av samma sjukdom.

Engelska svetten (sudor anglicus) var en epidemisk febersjukdom med sitt kända ursprung i England. Den förekom i Europa åren 1485–1551 men är därefter okänd.
De tidigare stora pandemierna under medeltiden var spetälska, antoniuseld,[källa behövs] dansmani/danssjuka och engelska svetten. Den mest skräckinjagande var pesten.
Engelska svetten spred sig 1529 från England över den europeiska kontinenten och nådde även Sverige. I sin svenska historia beskriver Erik Jöransson Tegel sjukdomen som "en stor olycka". Den uppträdde möjligen i Sverige redan 1484–1485, då den pest som fanns i Sverige detta år i själva verket tycks ha varit engelska svetten.
De insjuknade drabbades av feber och matthet och dog ibland inom några timmar. Senare forskning har lagt fram hypotesen att engelska svetten kan ha varit en virussjukdom, överförd av gnagare.